# 동강로
동강로(Donggang-ro)는 전라남도 나주시 동강면  몽탄대교 와 나주시 동강면 후동사거리를 잇는 도로이다.

## 연혁
- 2009년 7월 3일 : 2개 이상 시·군에 걸쳐 있는 광역도로로 동강로를 고시[1]

## 주요 경유지
전라남도
- 나주시 동강면

## 노선
| 이름          | 접속 노선                            | 소재지        | 소재지        | 비고          |
| 몽탄로와 직결 | 몽탄로와 직결                        | 몽탄로와 직결 | 몽탄로와 직결 | 몽탄로와 직결 |
| ------------- | ------------------------------------ | ------------- | ------------- | ------------- |
| 몽탄대교      |                                      | 나주시        | 동강면        |               |
| 몽송 교차로   | 국가지원지방도 제49호선 (남악동강로) | 나주시        | 동강면        |               |
| 월악 교차로   | 국가지원지방도 제49호선 (남악동강로) | 나주시        | 동강면        |               |
| 후동사거리    | 국도 제23호선 (나주서부로)           | 나주시        | 동강면        |               |

## 주요 건물 및 시설
- 동강치안센터 (동강로 569/인동리 340-6)